# Шелан (коммуна)
Шела́н (фр. Chélan) — коммуна во Франции, находится в регионе Юг — Пиренеи. Департамент — Жер. Входит в состав кантона Масёб. Округ коммуны — Миранд.
Код INSEE коммуны — 32103.

## География

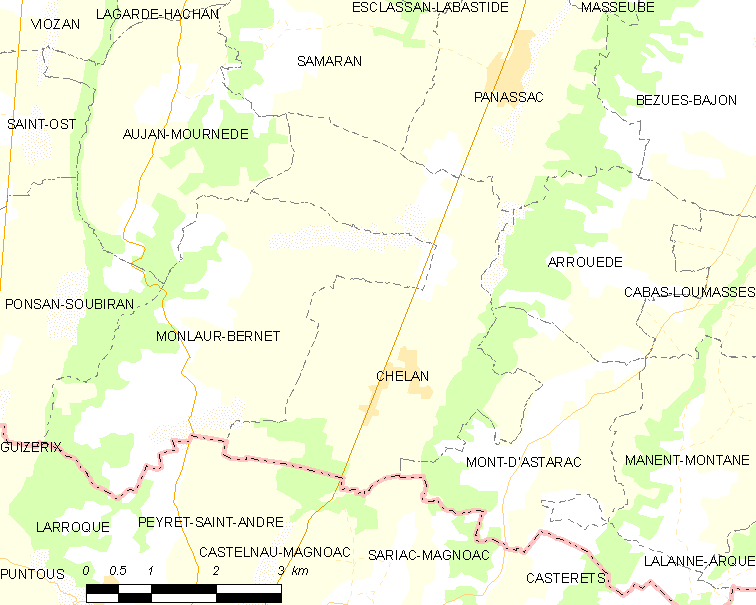
Карта коммуны

Коммуна расположена приблизительно в 630 км к югу от Парижа, в 80 км западнее Тулузы, в 34 км к югу от Оша.
По территории коммуны протекает река Жер.

## Климат
Климат умеренно-океанический. Лето жаркое и немного дождливое, температура часто превышает 35 °С. Зимой часто бывает отрицательная температура и ночные заморозки. Годовое количество осадков — 700—900 мм.

## Население
Население коммуны на 2010 год составляло 190 человек.
| 1962 | 1968 | 1975 | 1982 | 1990 | 1999 | 2010 |
| ---- | ---- | ---- | ---- | ---- | ---- | ---- |
| 287  | 238  | 218  | 219  | 192  | 184  | 190  |

## Администрация
| Период | Период | Фамилия           | Партия                              | Примечания                                       |
| ------ | ------ | ----------------- | ----------------------------------- | ------------------------------------------------ |
| 1983   | 1997   | Жозеф Ламот       | Французская коммунистическая партия | фермер, генеральный советник кантона (1967—1997) |
| 1997   | 2014   | Жюльен Коллонг    | Французская коммунистическая партия |                                                  |
| 2014   | 2020   | Кармен Сен-Мартен |                                     |                                                  |

## Экономика
В 2010 году среди 107 человек трудоспособного возраста (15-64 лет) 59 были экономически активными, 48 — неактивными (показатель активности — 55,1 %, в 1999 году было 73,3 %). Из 59 активных жителей работали 54 человека (29 мужчин и 25 женщин), безработных было 5 (2 мужчин и 3 женщины). Среди 48 неактивных 10 человек были учениками или студентами, 29 — пенсионерами, 9 были неактивными по другим причинам.